# Coco Austin
Nicole Natalie Austin (Los Ángeles, California; 17 de marzo de 1979),más conocida como Coco Austin,es una actriz, bailarina y modelo estadounidense.

## Infancia
Nicole Natalie Austin nació el 17 de marzo de 1979 en Los Ángeles, pero creció en Palos Verdes Estates, California. 
Sus padres, de origen serbio, eran actores, los cuales se conocieron en los estudios de grabación de la exitosa serie de televisión "Bonanza". Tiene tres hermanos y una hermana, Kristy, la cual de pequeña pronunciaba mal su nombre, llamándola "Cole Cole" o "Co-Co", haciendo que al final toda su familia terminase llamándola Coco. 
A los seis años, su madre la introdujo en el mundo artístico, comenzando a bailar jazz, claqué y ballet.
Cuando Austin era adolescente se trasladó junto a su madre y hermana a Albuquerque, Nuevo México, donde comienza su carrera de modelo. Durante su estancia allí, participó en muchas obras teatrales en el Albuquerque Little Theatre.

## Carrera
A los 18 años, Coco comenzó a modelar en traje de baño y ropa interior. Entró en competiciones de traje de baño y modeló para calendarios, catálogos y videos. A los 18 años, ganó el concurso de Miss Ujena 1998 en México. En 2001, trabajó para Playboy durante seis meses, apareciendo en eventos y fiestas en la Mansión Playboy.
También trabajó en películas de bajo presupuesto de clasificación R, incluyendo Southwest Babes (2001), Desert Rose (2002), y The Dirty Monks (2004).
Austin ha hecho apariciones en programas de televisión y programas especiales incluyendo Hip-Hop Wives, Comedy Central Roast of Flavor Flav, RuPaul's Drag Race 5, The Late Late Show con Craig Ferguson, The Dr. Oz Show, y La Ley y el Orden: Unidad de Víctimas Especiales.
También apareció en una presentación en marzo de 2008 de la revista Playboy y tuvo un papel en la película Thira (2008). Austin apareció en el famoso programa de la NBC Celebrity Family Feud el 24 de junio de 2008 (con premios donados a la caridad). Ella y su marido, el rapero y actor Ice-T, compitieron contra Joan y Melissa Rivers.